# Edward Hirsch Levi
Edward Hirsch Levi (Chicago, 26 giugno 1911 – Chicago, 7 marzo 2000) è stato un politico statunitense.

## Biografia
Fu il 72º procuratore generale degli Stati Uniti sotto il presidente degli Stati Uniti d'America Gerald Ford (38º presidente).
Nato nello stato dell'Illinois, studiò all'università di Chicago ed in seguito alla University of Chicago Law School. Fra le opere compiute durante il suo mandato quella nel 1976 di emettere delle linee guida a cui l'FBI doveva attenersi che imitavano di fatto le loro attività.
Ebbe 3 figli:
- Michael Levi
- John Levi
- David F. Levi (nato nel 1952)